# Sposami, Kate!
Sposami, Kate! (Crush) è un film del 2001 scritto e diretto da John McKay.

## Trama
Kate è una dirigente scolastica di mezza età che un giorno intraprende una relazione con il suo ex alunno Jed, con grande sorpresa e disapprovazione delle amiche Molly e Janine.

## Distribuzione
La pellicola è stata presentata in anteprima mondiale il 19 agosto 2001 all'Edinburgh International Film Festival prima di essere distribuita nelle sale britanniche il 7 settembre 2022.

## Accoglienza
L'aggregatore di recensioni Rotten Tomatoes riporta il 31% di recensioni positive, con un punteggio medio di 5 su 10 basato sul parare di ottantatré critici.